# Loasa acanthifolia
Loasa acanthifolia är en brännreveväxtart som beskrevs av Jean-Baptiste de Lamarck. Loasa acanthifolia ingår i släktet Loasa och familjen brännreveväxter. Inga underarter finns listade i Catalogue of Life.

## Bildgalleri

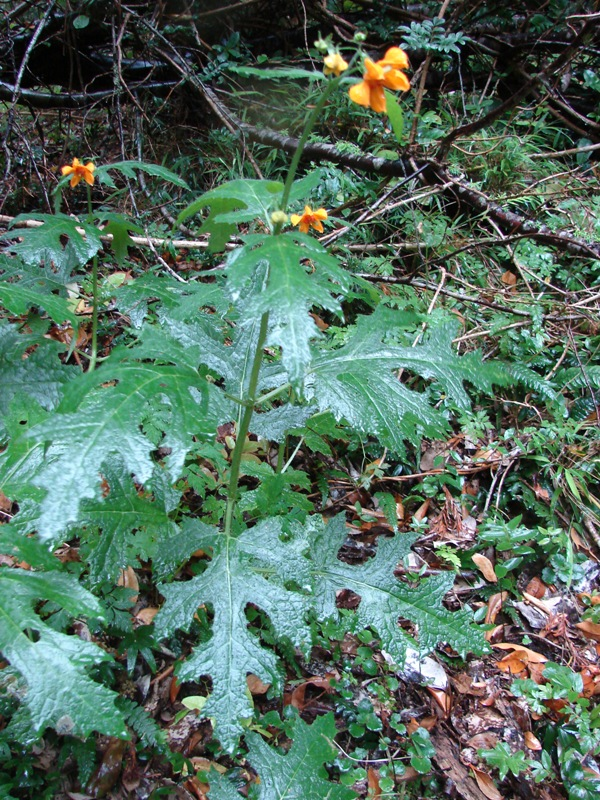
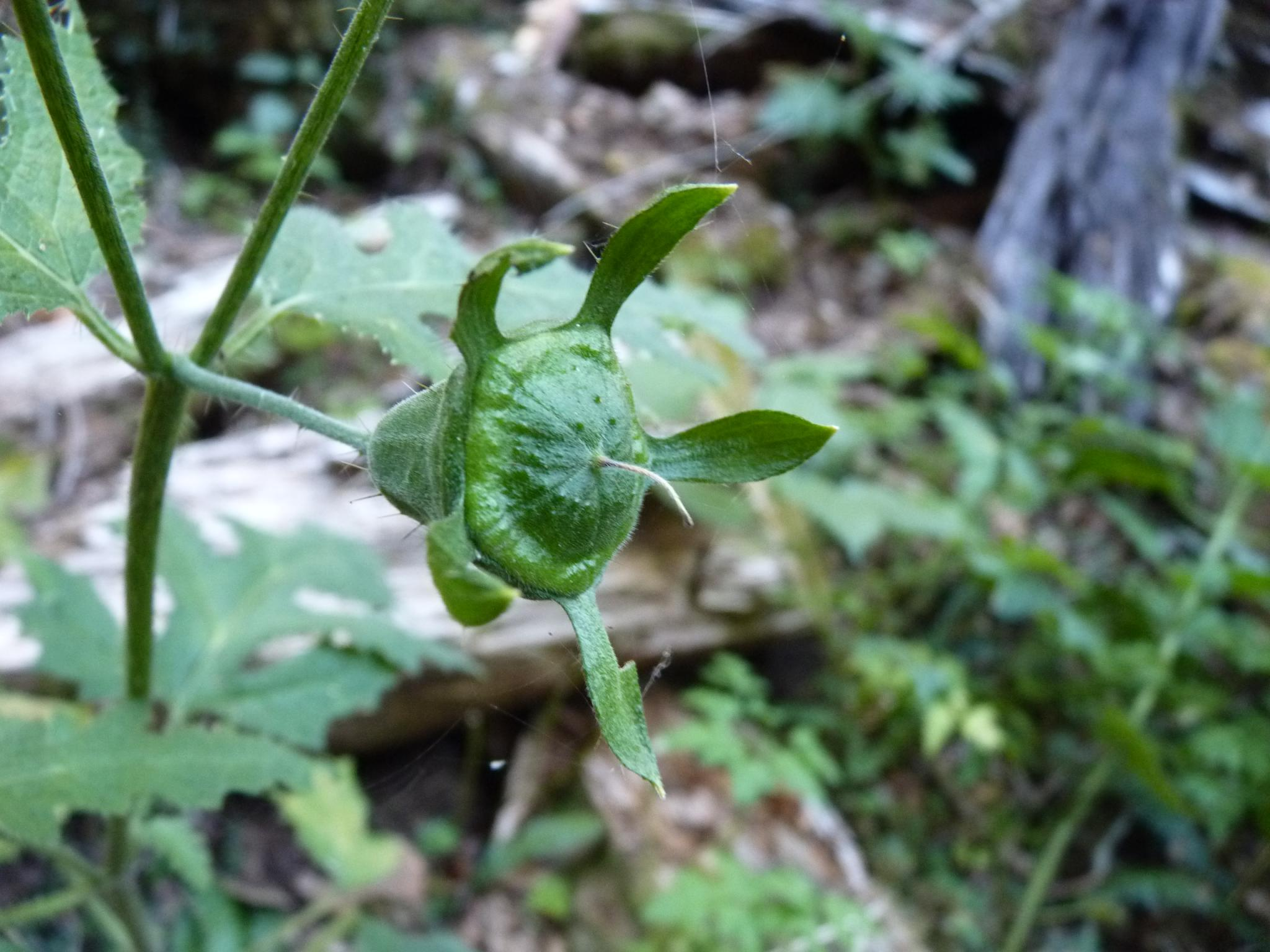